# Radical Sportscars

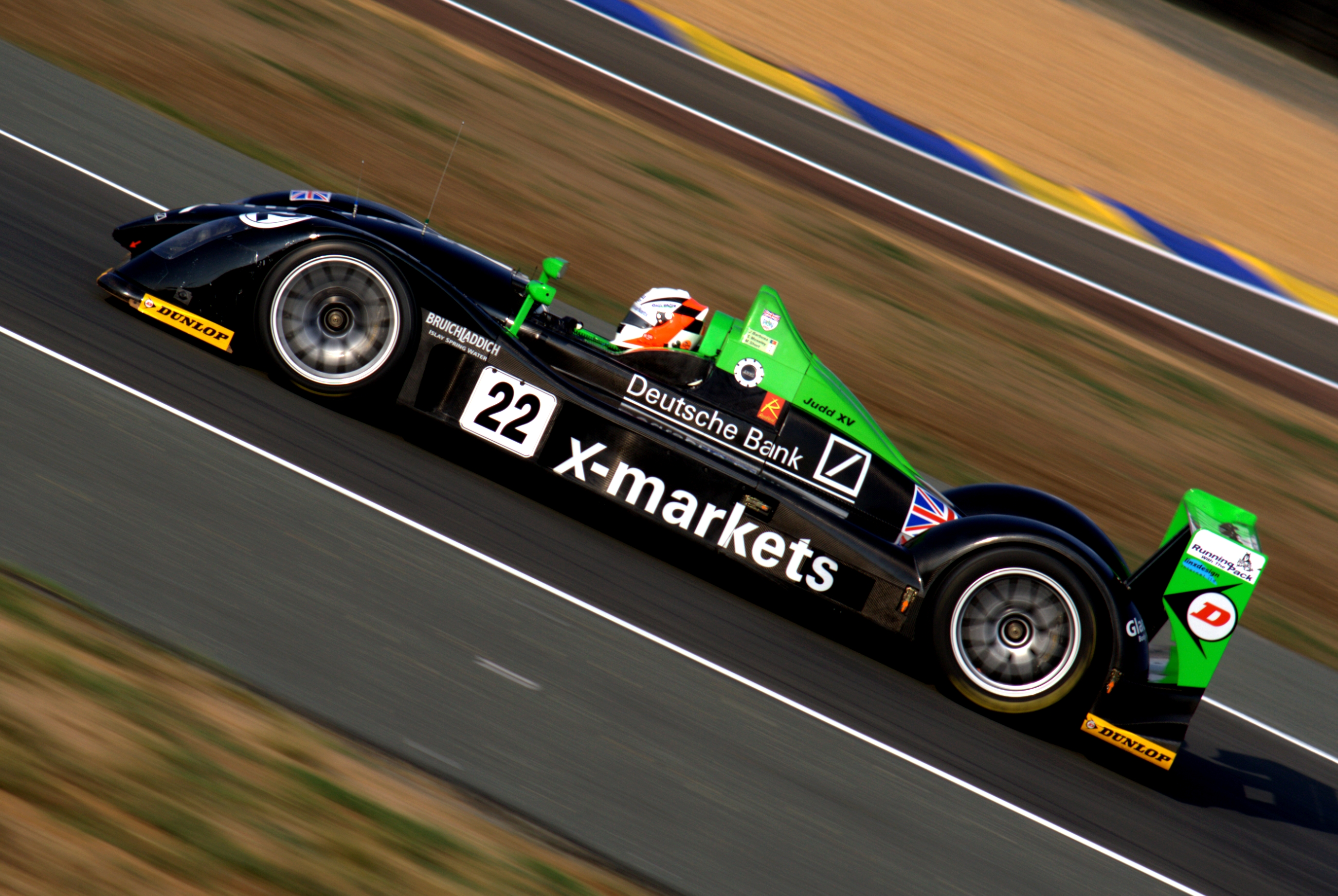
De Radical SR9 in de 24 uur van Le Mans/2006

Radical Sportscars is een Engels raceautomerk dat gespecialiseerd is in zogenaamde "prototypes". Het bedrijf werd in 1997 opgericht door  Mick Hyde en Phil Abbott. De auto's die het bedrijf maakt zijn gemaakt voor het circuit maar mogen ook op de openbare weg. Het bedrijf maakt de auto's voor de Radical Series, PROTO Challenge en voor de 24 uur van Le Mans. 

## Geschiedenis
De eerste auto die het bedrijf maakte was de 1100 Clubsport in 1997. De auto had een Kawasaki motor en reed in de Formule 750. In 1999 gingen ze met steun van de British Racing and Sports Car Club een nieuwe auto bouwen, de SR5. Deze auto ging racen in een van de voorlopers van de Radical Series. In 2000 werden er voor het eerst Radicals naar de Verenigde Staten getransporteerd. Deze auto's gingen racen in de SCCA D-Sport klasse. De volgende auto die ze gingen bouwen was de SR3, tot nu toe de meest succesvolle raceauto van Radical. In 2006 deden ze mee aan de 24 uur van Le Mans. Daarvoor ontwikkelden ze de Radical SR9, een auto zou meestrijden in de LMP2 race klasse.  Met officiële partner Rollcentre Racing kwamen ze vijf jaar op rij aan de start.
Op basis van deze volbloed racewagen werd vervolgens de SR8 afgeleid, een iets toegankelijker model voor het grote publiek maar met waanzinnige performantie. Radical Performance Engines bouwde een 2.7L V8 motor gebaseerd op 2 4-in-lijn Suzuki moto-motoren. In 2008 volgde een nog iets performantere versie: de SR8LM, waarbij LM verwijst naar hun LeMans racer, de SR9. De motor werd hiervoor iets verder uitgeboord to 2.8L, waarbij het vermogen steeg tot 455pk. Ook kreeg de SR8LM een aerodynamische upgrade. De wagen beschikte over alle vereisten om deze straatlegaal op nummerplaten te registreren, althans in de UK. Dit stelde Michael Vergers in staat in 2009 de wagen vanuit het Verenigd Koninkrijk naar de Nürburgring Nordschleife te rijden en daar het record voor straatlegale wagens in handen te nemen met een tijd van 6 min 48 sec. Dit record bleef jarenlang overeind tot Porsche in 2017 het record klopte met de 911 GT2 RS met een tijd van 6 min 47.3 sec. 